# Eumicrotremus terraenovae
Eumicrotremus terraenovae är en fiskart som beskrevs av Myers och Böhlke, 1950. Eumicrotremus terraenovae ingår i släktet Eumicrotremus och familjen sjuryggsfiskar. Inga underarter finns listade i Catalogue of Life.